# 太陽がいっぱい Plein Soleil〜セルフ・カヴァーベスト2〜
『太陽がいっぱい Plein Soleil〜セルフ・カヴァーベスト2〜』（たいようがいっぱい プランソレイユ〜セルフ・カヴァーベスト2〜）は2019年7月3日に発売された、德永英明3作目のセルフカバー・アルバム。

## 概要
2018年発売「永遠の果てに〜セルフ・カヴァーベスト1〜」に続くセルフカバー・アルバムは德永初のジャズ・アレンジ。スウィング・ジャズやモダン・ジャズを取り入れたサウンドを堪能できる作品になっている。

## パッケージ仕様
通常盤CDと初回限定盤A,Bでの3形態発売。
初回限定盤Aは「太陽がいっぱい～Self-Cover Ver.～」「輝きながら…～Self-Cover Ver.～」ミュージック・ビデオを収録したDVD付。
初回限定盤Bはボーナス・トラックを2曲収録。

## 収録曲

### CD
全編曲：坂本昌之
1. 夢の続き（5:14）[4]
2. FRIENDS（5:31）[4]
3. 太陽がいっぱい（5:03）[4]
4. MYKONOS（5:11）[4]
5. 輝きながら…（4:40）[4]
6. LOVE IS ALL（4:23）[4]
7. Wednesday Moon（5:04）[4]
8. 風のエオリア（4:24）[4]
9. I LOVE YOU（6:44）[4]
10. レイニー ブルー（4:37）[4]
11. ≪初回限定盤Bボーナス・トラック≫Revolution（5:03）[4]
12. ≪初回限定盤Bボーナス・トラック≫BIRDS（5:18）[4]

### 初回限定盤A　DVD
1. 太陽がいっぱい～Self-Cover Ver.～（Music Clip）
2. 輝きながら…～Self-Cover Ver.～（Music Clip）